# Antedon mediterranea
Antedon mediterranea is een haarster uit de familie Antedonidae.
De wetenschappelijke naam van de soort werd in 1816 gepubliceerd door Jean-Baptiste de Lamarck.